# Serie A Dilettanti 2010-2011
La Serie A Dilettanti FIP 2010-2011 è stata la terza stagione del massimo livello dilettantistico del Campionato italiano di pallacanestro, dopo la riforma dei campionati dilettantistici. Un tempo era conosciuta come Serie B d'Eccellenza.
Al termine della finale vinta 3-0 sul Trapani il titolo di campione d'Italia Dilettanti 2010-2011 è andato alla Leonessa Brescia. Dopo la seconda finale promozione, il Basket Trapani conquista la Legadue battendo 3-0 l'Ostuni Basket, in seguito a causa delle esclusioni proprio di Trapani, Rimini e Udine accedono in LegADue l'Ostuni Basket, la Pallacanestro Sant'Antimo e l'Unione Cestistica Piacentina.

## Regolamento
Il regolamento della A Dilettanti 2010-2011 risente dell'esigenza di rientrare nell'organico di squadre previsto per il riassetto dei campionati dilettanti del 2011-2012. Per questo motivo sono previsti due gironi da sedici squadre, dove:
- Zona play-off: vi accedono le squadre dal primo al quarto posto in classifica;
- Zona salvezza: le squadre quinte e seste classificate non disputeranno né play-off né play-out;
- Zona play-out: le squadre dal settimo al decimo posto disputano un turno di play-out. Le perdenti (due squadre per girone) retrocedono in Serie B Dilettanti;
- Retrocessioni dirette: retrocedono direttamente in Serie B Dilettanti le squadre classificatesi dall'undicesimo al sedicesimo posto.

Il totale delle retrocessioni è di otto squadre per gruppo (6 direttamente + le 2 perdenti ai play-out).

## Squadre
La composizione dei due gironi, da sedici squadre ciascuno, è stata ufficializzata il 3 agosto 2010 dalla Federazione Italiana Pallacanestro. In seguito al ripescaggio in Legadue dell'Aurora Jesi (a seguito della radiazione della Sebastiani Napoli), della Fulgor Libertas Forlì e della Cestistica San Severo (in seguito alla esclusione della Fortitudo Bologna e della Nuova Pallacanestro Vigevano, causa inadempienze economiche) sono state ripescate le seguenti squadre dalla B Dilettanti: Senigallia, Bisceglie e Rieti.

A seguito di questi cambiamenti Perugia, inizialmente inserita nel girone B, passa nel girone A.

## Stagione Regolare

### Girone A

#### Classifica
|  |     | Classifica finale 2010-2011  | PT | G  | V  | P  | PF   | PS   |
|  | --- | ---------------------------- | -- | -- | -- | -- | ---- | ---- |
|  | 1.  | Copra Morpho Bakery Piacenza | 44 | 30 | 22 | 8  | 2274 | 2076 |
|  | 2.  | Centrale del Latte Brescia   | 42 | 30 | 21 | 9  | 2234 | 2059 |
|  | 3.  | Liomatic Perugia             | 40 | 30 | 20 | 10 | 2333 | 2164 |
|  | 4.  | Co. Mark Treviglio           | 40 | 30 | 20 | 10 | 2309 | 2161 |
|  | 5.  | Paffoni Omegna               | 40 | 30 | 20 | 10 | 2238 | 2097 |
|  | 6.  | Zerouno Moncalieri S. Mauro  | 38 | 30 | 19 | 11 | 2248 | 2107 |
|  | 7.  | Bitumcalor Trento            | 36 | 30 | 18 | 12 | 2366 | 2300 |
|  | 8.  | SBS Castelletto              | 34 | 30 | 17 | 13 | 2359 | 2219 |
|  | 9.  | Acegas Aps Trieste           | 32 | 30 | 16 | 14 | 2220 | 2139 |
|  | 10. | Paul Mitchell Pavia          | 26 | 30 | 13 | 17 | 2204 | 2257 |
|  | 11. | Consum.it Siena              | 26 | 30 | 13 | 17 | 2207 | 2177 |
|  | 12. | La Fortezza Recanati         | 24 | 30 | 12 | 17 | 2042 | 2121 |
|  | 13. | Goldengas Senigallia         | 22 | 30 | 11 | 19 | 2113 | 2241 |
|  | 14. | Garda Cartiere Riva          | 18 | 30 | 9  | 21 | 2190 | 2395 |
|  | 15. | PentaGruppo Ozzano           | 14 | 30 | 7  | 23 | 2135 | 2401 |
|  | 16. | Edilcost Osimo               | 4  | 30 | 2  | 28 | 1990 | 2548 |

### Risultati
| Prima giornata |                                |          |
| 25/26-09-10    |                                | 09-01-11 |
| 84-69          | Trento - Trieste               | 66-80    |
| 72-61          | SC Gira - Senigallia           | 62-85    |
| 73-77          | Virtus Siena - Pavia           | 73-86    |
| 61-75          | Omegna - Brescia               | 71-64    |
| 60-62          | Riva del Garda - PMS Baketball | 64-62    |
| 76-51          | Lago Maggiore - Osimo          | 85-66    |
| 0-20           | Recanati - Treviglio           | 77-75    |
| 74-68          | Perugia - Piacenza             | 62-65    |

| Quarta giornata |                                |          |
| 16/17-10-10     |                                | 29-01-11 |
| 79-59           | Piacenza - Trento              | 73-81    |
| 76-74           | Virtus Siena - Omegna          | 47-53    |
| 67-74           | Osimo - Riva del Garda         | 79-94    |
| 66-68           | Brescia - Perugia              | 64-85    |
| 83-68           | PMS Basketball - Lago Maggiore | 70-83    |
| 76-72           | Senigallia - Trieste           | 73-74    |
| 101-71          | Treviglio - SC Gira            | 76-69    |
| 80-77           | Pavia - Recanati               | 73-83    |

| Settima giornata |                           |          |
| 06/07-11-10      |                           | 13-02-11 |
| 101-61           | SC Gira - Riva del Garda  | 71-91    |
| 56-59            | Piacenza - Brescia        | 73-67    |
| 70-69            | Trento - Lago Maggiore    | 70-86    |
| 68-63            | Treviglio - Pavia         | 59-77    |
| 60-61            | Senigallia - Virtus Siena | 52-77    |
| 82-68            | PMS Basketball - Osimo    | 86-60    |
| 78-82            | Trieste - Omegna          | 63-74    |
| 78-54            | Perugia - Recanati        | 59-67    |

| Decima giornata |                                |          |
| 27/28-11-10     |                                | 06-03-11 |
| 95-81           | Trento - Perugia               | 82-71    |
| 71-70           | Omegna - Piacenza              | 59-83    |
| 76-69           | Virtus Siena - SC Gira         | 78-69    |
| 83-73           | Osimo - Trieste                | 63-85    |
| 60-65           | Recanati - Brescia             | 67-75    |
| 82-67           | PMS Basketball - Treviglio     | 76-68    |
| 77-84           | Riva del Garda - Lago Maggiore | 83-88    |
| 85-76           | Pavia - Senigallia             | 60-61    |

| Tredicesima giornata |                           |          |
| 11/12-12-10          |                           | 03-04-11 |
| 60-92                | SC Gira - Perugia         | 67-97    |
| 83-69                | Trento - Pavia            | 74-82    |
| 68-67                | Piacenza - PMS Basketball | 78-80    |
| 88-99                | Osimo - Brescia           | 50-96    |
| 67-57                | Trieste - Virtus Siena    | 83-79    |
| 85-70                | Lago Maggiore - Recanati  | 79-74    |
| 75-92                | Senigallia - Treviglio    | 64-83    |
| 83-95                | Riva del Garda - Omegna   | 55-78    |

| Seconda giornata |                           |             |
| 02/03-10-10      |                           | 15/16-01-11 |
| 80-64            | Piacenza - SC Gira        | 78-69       |
| 60-88            | Osimo - Virtus Siena      | 77-81       |
| 72-78            | Treviglio - Perugia       | 70-96       |
| 84-79            | Senigallia - Trento       | 51-63       |
| 71-45            | PMS Basketball - Recanati | 72-76       |
| 72-62            | Trieste - Lago Maggiore   | 72-79       |
| 70-50            | Brescia - Riva del Garda  | 89-68       |
| 60-54            | Pavia - Omegna            | 63-76       |

| Quinta giornata |                               |          |
| 23/24-10-10     |                               | 06-02-11 |
| 75-86           | SC Gira - Osimo               | 93-73    |
| 84-76           | Trento - PMS Basketball       | 79-86    |
| 68-63           | Omegna - Recanati             | 75-69    |
| 90-69           | Piacenza - Senigallia         | 78-73    |
| 77-63           | Perugia - Pavia               | 73-72    |
| 78-81           | Lago Maggiore - Brescia       | 72-76    |
| 64-55           | Riva del Garda - Virtus Siena | 63-97    |
| 91-84           | Trieste - Treviglio           | 54-71    |

| Ottava giornata |                          |          |
| 13/14-11-10     |                          | 19-02-11 |
| 92-84           | Omegna - Perugia         | 72-74    |
| 80-81           | Virtus Siena - Treviglio | 73-74    |
| 66-79           | Osimo - Senigallia       | 61-75    |
| 56-59           | Brescia - PMS Basketball | 80-87    |
| 72-75           | Recanati - SC Gira       | 59-67    |
| 61-66           | Lago Maggiore - Piacenza | 78-81    |
| 76-81           | Riva del Garda - Trento  | 86-66    |
| 59-83           | Pavia - Trieste          | 46-82    |

| Undicesima giornata |                              |          |
| 04/05-11-10         |                              | 13-03-11 |
| 75-66               | SC Gira - Pavia              | 65-86    |
| 81-66               | Piacenza - Riva del Garda    | 88-71    |
| 70-63               | Trento - Omegna              | 81-88    |
| 73-67               | Treviglio - Brescia          | 74-81    |
| 61-53               | Senigallia - Perugia         | 60-83    |
| 82-85               | Lago Maggiore - Virtus Siena | 78-65    |
| 95-93               | Trieste - PMS Basketball     | 79-86    |
| 65-77               | Osimo - Recanati             | 51-68    |

| Quattordicesima giornata |                          |          |
| 18/19-12-10              |                          | 10-04-11 |
| 101-66                   | Omegna - Osimo           | 98-43    |
| 81-72                    | Perugia - Riva del Garda | 80-92    |
| 87-71                    | Brescia - Senigallia     | 80-72    |
| 67-58                    | Trieste - Piacenza       | 64-70    |
| 78-69                    | Recanati - Virtus Siena  | 63-76    |
| 83-61                    | PMS Basketball - SC Gira | 77-62    |
| 88-95                    | Treviglio - Trento       | 82-81    |
| 83-89                    | Pavia - Lago Maggiore    | 82-79    |

| Terza giornata |                            |          |
| 09/10-10-10    |                            | 23-01-11 |
| 69-83          | SC Gira - Trieste          | 75-67    |
| 87-75          | Trento - Osimo             | 91-68    |
| 69-81          | Omegna - Treviglio         | 56-90    |
| 70-74          | Virtus Siena - Brescia     | 80-85    |
| 55-71          | Recanati - Piacenza        | 63-76    |
| 68-79          | Lago Maggiore - Senigallia | 86-92    |
| 81-85          | Riva del Garda - Pavia     | 73-80    |
| 75-73          | Perugia - PMS Basketball   | 70-61    |

| Sesta giornata |                           |          |
| 30/31-10-10    |                           | 09-02-11 |
| 93-76          | Omegna - Senigallia       | 77-63    |
| 76-81          | Virtus Siena - Trento     | 72-68    |
| 61-92          | Osimo - Perugia           | 65-90    |
| 61-45          | Brescia - Trieste         | 65-54    |
| 90-83          | Recanati - Riva del Garda | 80-93    |
| 76-58          | Lago Maggiore - SC Gira   | 80-69    |
| 71-76          | Treviglio - Piacenza      | 90-86    |
| 84-88          | Pavia - PMS Basketball    | 66-72    |

| Nona giornata |                             |          |
| 20/21-11-10   |                             | 27-02-11 |
| 85-90         | SC Gira - Trento            | 80-102   |
| 82-59         | Piacenza - Osimo            | 68-55    |
| 75-66         | Perugia - Virtus Siena      | 78-74    |
| 67-64         | Trieste - Recanati          | 63-77    |
| 62-69         | PMS Basketball - Omegna     | 63-74    |
| 82-61         | Senigallia - Riva del Garda | 73-79    |
| 84-73         | Treviglio - Lago Maggiore   | 75-71    |
| 87-68         | Brescia - Pavia             | 66-58    |

| Dodicesima giornata |                             |          |
| 08-12-10            |                             | 27-03-00 |
| 64-72               | Riva del Garda - Treviglio  | 71-82    |
| 78-64               | PMS Basketball - Senigallia | 67-59    |
| 65-85               | Omegna - Lago Maggiore      | 58-66    |
| 78-69               | Recanati - Trento           | 81-72    |
| 86-61               | Pavia - Osimo               | 81-79    |
| 77-71               | Brescia - SC Gira           | 76-67    |
| 83-82               | Virtus Siena - Piacenza     | 75-80    |
| 73-68               | Perugia - Trieste           | 77-89    |

| Quindicesima giornata |                               |          |
| 06-01-11              |                               | 17-04-11 |
| 76-79                 | Osimo - Treviglio             | 69-107   |
| 89-75                 | Trento - Brescia              | 74-71    |
| 80-76                 | Piacenza - Pavia              | 90-88    |
| 101-77                | Lago Maggiore - Perugia       | 92-80    |
| 68-65                 | Senigallia - Recanati         | 79-90    |
| 59-86                 | SC Gira - Omegna              | 85-86    |
| 68-74                 | Riva del Garda - Trieste      | 65-102   |
| 65-60                 | Virtus Siena - PMS Basketball | 80-84    |

### Girone B

#### Classifica
|  |     | Classifica finale 2010-2011      | PT | G  | V  | P  | PF   | PS   |
|  | --- | -------------------------------- | -- | -- | -- | -- | ---- | ---- |
|  | 1.  | Shinelco Trapani                 | 44 | 30 | 22 | 8  | 2263 | 2158 |
|  | 2.  | Assi Basket Ostuni               | 42 | 30 | 21 | 9  | 2362 | 2126 |
|  | 3.  | Adriatica Industriale Ruvo       | 40 | 30 | 20 | 10 | 2216 | 2111 |
|  | 4.  | AD Pall. S.Antimo                | 36 | 30 | 18 | 12 | 2141 | 2069 |
|  | 5.  | FMC Ferentino                    | 34 | 30 | 17 | 13 | 2193 | 2141 |
|  | 6.  | Romana Chimici Anagni            | 32 | 30 | 16 | 14 | 2152 | 2060 |
|  | 7.  | Bawer Matera                     | 32 | 30 | 16 | 14 | 2114 | 2141 |
|  | 8.  | Centro Auto Ford Molfetta        | 28 | 30 | 14 | 16 | 2230 | 2240 |
|  | 9.  | Publisys Potenza                 | 28 | 30 | 14 | 16 | 2184 | 2162 |
|  | 10. | Benacquista Assicurazioni Latina | 28 | 30 | 14 | 16 | 2161 | 2171 |
|  | 11. | Cisa Massafra                    | 28 | 30 | 14 | 16 | 2202 | 2273 |
|  | 12. | Ascom Patti                      | 26 | 30 | 13 | 17 | 2118 | 2219 |
|  | 13. | Ircop Rieti                      | 26 | 30 | 13 | 17 | 2085 | 2162 |
|  | 14. | Ambrosia Bisceglie               | 24 | 30 | 12 | 18 | 2156 | 2104 |
|  | 15. | Moncada Agrigento                | 20 | 30 | 10 | 20 | 2115 | 2229 |
|  | 16. | Itop Palestrina                  | 12 | 30 | 6  | 24 | 1927 | 2253 |

### Risultati
| Prima giornata |                        |          |
| 26-09-10       |                        | 09-01-11 |
| 77-57          | Matera - Potenza       | 83-77    |
| 65-63          | Ruvo - Trapani         | 75-80    |
| 63-53          | S.Antimo - Rieti       | 73-50    |
| 81-73          | Anagni - Massafra      | 75-79    |
| 69-38          | Ostuni - Latina        | 82-91    |
| 72-64          | Ferentino - Agrigento  | 73-76    |
| 86-59          | Bisceglie - Palestrina | 67-69    |
| 84-80          | Patti - Molfetta       | 68-69    |

| Quarta giornata |                        |          |
| 17-10-2010      |                        | 30-01-11 |
| 52-64           | Agrigento - Palestrina | 95-84    |
| 66-70           | Rieti - Ostuni         | 73-79    |
| 82-84           | Molfetta - Matera      | 69-66    |
| 71-70           | S.Antimo - Ferentino   | 70-68    |
| 86-78           | Anagni - Ruvo          | 74-78    |
| 80-74           | Trapani - Bisceglie    | 75-73    |
| 58-67           | Massafra - Latina      | 69-71    |
| 64-60           | Patti - Potenza        | 60-75    |

| Settima giornata |                       |            |
| 06-11-2010       |                       | 13-02-2011 |
| 61-66            | Latina - Potenza      | 70-72      |
| 81-62            | Bisceglie - Ferentino | 61-80      |
| 82-69            | Massafra - S.Antimo   | 50-76      |
| 72-63            | Ostuni - Patti        | 69-79      |
| 62-65            | Anagni - Molfetta     | 91-72      |
| 83-62            | Ruvo - Agrigento      | 73-56      |
| 82-70            | Rieti - Trapani       | 80-89      |
| 77-79            | Palestrina - Matera   | 59-70      |

| Decima giornata |                      |            |
| 28-11-2010      |                      | 06-03-2011 |
| 79-65           | Agrigento - Massafra | 69-72      |
| 76-63           | Potenza - Anagni     | 69-71      |
| 0-20            | Palestrina - Rieti   | 90-87      |
| 79-69           | Molfetta - Bisceglie | 78-71      |
| 72-55           | Ferentino - Latina   | 72-107     |
| 82-75           | Matera - Trapani     | 57-71      |
| 92-73           | Patti - S.Antimo     | 69-76      |
| 72-59           | Ruvo - Ostuni        | 59-98      |

| Tredicesima giornata |                       |          |
| 12-12-2010           |                       | 03-04-11 |
| 72-67                | Rieti - Bisceglie     | 62-80    |
| 73-62                | Ruvo - Matera         | 72-75    |
| 88-81                | Molfetta - Palestrina | 70-63    |
| 79-70                | S.Antimo - Latina     | 92-74    |
| 60-64                | Anagni - Ferentino    | 71-65    |
| 85-62                | Ostuni - Agrigento    | 96-80    |
| 85-76                | Massafra - Potenza    | 74-71    |
| 81-76                | Patti - Trapani       | 75-74    |

| Seconda giornata |                     |          |
| 03-10-10         |                     | 16-01-11 |
| 66-60            | Latina - Bisceglie  | 59-57    |
| 84-81            | Massafra - Ostuni   | 82-81    |
| 68-65            | Trapani - Anagni    | 81-74    |
| 79-75            | Molfetta - S.Antimo | 64-89    |
| 60-68            | Rieti - Patti       | 73-74    |
| 67-81            | Palestrina - Ruvo   | 50-68    |
| 59-65            | Potenza - Ferentino | 76-70    |
| 78-66            | Agrigento - Matera  | 57-62    |

| Quinta giornata |                      |          |
| 23-10-2010      |                      | 06-02-11 |
| 70-69           | Latina - Agrigento   | 69-88    |
| 54-68           | Palestrina - Potenza | 75-102   |
| 80-72           | Ruvo - Molfetta      | 66-82    |
| 86-78           | Anagni - Rieti       | 67-52    |
| 64-72           | Ostuni - Trapani     | 79-80    |
| 65-60           | Ferentino - Patti    | 71-69    |
| 72-52           | Bisceglie - S.Antimo | 82-72    |
| 79-69           | Matera - Massafra    | 77-68    |

| Ottava giornata |                        |          |
| 13-11-2010      |                        | 19-02-11 |
| 70-74           | Matera - Latina        | 57-72    |
| 77-78           | Agrigento - Bisceglie  | 95-90    |
| 58-61           | Potenza - Rieti        | 101-76   |
| 59-83           | Molfetta - Ostuni      | 67-76    |
| 72-65           | S.Antimo - Anagni      | 65-59    |
| 83-78           | Trapani - Massafra     | 71-83    |
| 86-66           | Ferentino - Palestrina | 62-48    |
| 71-78           | Patti - Ruvo           | 62-76    |

| Undicesima giornata |                      |          |
| 04-12-2010          |                      | 13-03-11 |
| 108-84              | Molfetta - Agrigento | 60-74    |
| 83-90               | Latina - Ruvo        | 81-86    |
| 85-72               | Massafra - Patti     | 65-69    |
| 71-80               | Trapani - Ferentino  | 76-91    |
| 71-69               | Ostuni - Bisceglie   | 74-63    |
| 69-53               | Anagni - Palestrina  | 73-63    |
| 73-70               | S.Antimo - Potenza   | 61-75    |
| 73-69               | Rieti - Matera       | 59-58    |

| Quattordicesima giornata |                     |            |
| 19-12-2010               |                     | 10-04-2011 |
| 58-77                    | Agrigento - Anagni  | 66-62      |
| 66-78                    | Potenza - Ruvo      | 66-73      |
| 69-79                    | Palestrina - Ostuni | 64-98      |
| 63-48                    | Rieti - Massafra    | 82-77      |
| 69-65                    | Trapani - S.Antimo  | 69-64      |
| 91-64                    | Bisceglie - Patti   | 67-71      |
| 95-90                    | Matera - Ferentino  | 70-64      |
| 72-63                    | Latina - Molfetta   | 62-71      |

| Terza giornata |                      |          |
| 10-10-10       |                      | 23-01-11 |
| 81-73          | Latina - Rieti       | 77-84    |
| 80-67          | Matera - Patti       | 66-75    |
| 79-71          | Bisceglie - Massafra | 64-70    |
| 63-58          | Ferentino - Molfetta | 79-65    |
| 71-66          | Ostuni - Anagni      | 80-73    |
| 81-67          | Ruvo - S.Antimo      | 52-56    |
| 64-70          | Palestrina - Trapani | 54-71    |
| 58-57          | Potenza - Agrigento  | 81-75    |

| Sesta giornata |                     |          |
| 30-10-2010     |                     | 09-02-11 |
| 63-79          | Matera - Anagni     | 77-67    |
| 76-77          | Agrigento - Rieti   | 73-69    |
| 76-79          | Potenza - Bisceglie | 76-73    |
| 97-62          | Molfetta - Massafra | 74-65    |
| 85-92          | S.Antimo - Ostuni   | 82-88    |
| 73-71          | Trapani - Latina    | 77-67    |
| 82-91          | Ferentino - Ruvo    | 57-56    |
| 75-76          | Patti - Palestrina  | 76-78    |

| Nona giornata |                      |          |
| 21-11-2010    |                      | 27-02-11 |
| 87-75         | Rieti - Molfetta     | 75-74    |
| 68-63         | S.Antimo - Agrigento | 67-58    |
| 83-61         | Anagni - Patti       | 66-74    |
| 69-65         | Ostuni - Ferentino   | 75-76    |
| 76-64         | Trapani - Potenza    | 81-71    |
| 88-78         | Massafra - Ruvo      | 81-72    |
| 79-74         | Bisceglie - Matera   | 74-59    |
| 76-53         | Latina - Palestrina  | 71-64    |

| Dodicesima giornata |                       |          |
| 08-12-2010          |                       | 27-03-11 |
| 57-80               | Agrigento - Trapani   | 75-87    |
| 76-72               | Potenza - Molfetta    | 78-90    |
| 75-77               | Palestrina - S.Antimo | 55-72    |
| 82-69               | Ruvo - Rieti          | 74-62    |
| 80-88               | Ferentino - Massafra  | 88-66    |
| 60-71               | Bisceglie - Anagni    | 56-64    |
| 67-66               | Matera - Ostuni       | 67-81    |
| 83-66               | Latina - Patti        | 80-86    |

| Quindicesima giornata |                       |            |
| 06-01-2011            |                       | 17-04-2011 |
| 65-60                 | Ruvo - Bisceglie      | 61-74      |
| 79-84                 | Molfetta - Trapani    | 69-71      |
| 77-60                 | S.Antimo - Matera     | 60-63      |
| 64-55                 | Anagni - Latina       | 89-88      |
| 92-82                 | Ostuni - Potenza      | 73-82      |
| 74-81                 | Massafra - Palestrina | 91-70      |
| 93-100                | Ferentino - Rieti     | 70-67      |
| 64-61                 | Patti - Agrigento     | 69-79      |

## Play-off
Il primo turno mette in palio la qualificazione alla fase finale, il cui funzionamento è regolamentato dai criteri descritti sotto. Il numero all'interno della casella di sinistra indica il piazzamento al termine della regular season.

### Girone A
| Squadra 1                    | Totale | Squadra 2          | Gara 1 | Gara 2 | Gara 3 | Gara 4 | Gara 5 |
| ---------------------------- | ------ | ------------------ | ------ | ------ | ------ | ------ | ------ |
| Copra Morpho Bakery Piacenza | 2-3    | Co. Mark Treviglio | 69-68  | 70-80  | 68-74  | 74-65  | 71-79  |
| Centrale del Latte Brescia   | 3-1    | Liomatic Perugia   | 79-66  | 74-64  | 55-62  | 69-65  |        |

### Girone B
| Squadra 1          | Totale | Squadra 2                    | Gara 1 | Gara 2 | Gara 3 | Gara 4 | Gara 5 |
| ------------------ | ------ | ---------------------------- | ------ | ------ | ------ | ------ | ------ |
| Shinelco Trapani   | 3-2    | AD Pallacanestro Sant'Antimo | 73-66  | 79-48  | 81-86  | 55-71  | 70-56  |
| Assi Basket Ostuni | 3-2    | Adriatica Industriale Ruvo   | 57-61  | 77-67  | 60-67  | 80-76  | 83-68  |

### Fase finale
Il piazzamento ottenuto al termine della regular season assume una particolare rilevanza.
Le due squadre qualificatesi col miglior piazzamento nei gironi A e B (Brescia e Trapani) giocano una prima finale: la squadra vincente è promossa direttamente in Legadue ed è Campione d'Italia Dilettanti. La finalista che esce sconfitta ha comunque una seconda possibilità di promozione, disputando una nuova serie contro la vincitrice della semifinale giocata tra le due peggio classificate (Treviglio e Ostuni).
Tutte le serie si svolgono su 5 partite secondo lo schema 2-2-1, con le prime due partite e l'eventuale quinta che vengono disputate in casa della squadra meglio classificata in regular season.

#### Finale Scudetto
| Squadra 1        | Totale | Squadra 2                  | Gara 1 | Gara 2 | Gara 3 | Gara 4 | Gara 5 |
| ---------------- | ------ | -------------------------- | ------ | ------ | ------ | ------ | ------ |
| Shinelco Trapani | 0-3    | Centrale del Latte Brescia | 81-85  | 70-76  | 57-95  |        |        |

#### Semifinale Promozione
| Squadra 1          | Totale | Squadra 2          | Gara 1 | Gara 2 | Gara 3 | Gara 4 | Gara 5 |
| ------------------ | ------ | ------------------ | ------ | ------ | ------ | ------ | ------ |
| Assi Basket Ostuni | 3-2    | Co. Mark Treviglio | 71-59  | 78-59  | 72-81  | 74-79  | 83-61  |

#### Finale Promozione
| Squadra 1        | Totale | Squadra 2          | Gara 1 | Gara 2 | Gara 3 | Gara 4 | Gara 5 |
| ---------------- | ------ | ------------------ | ------ | ------ | ------ | ------ | ------ |
| Shinelco Trapani | 3-0    | Assi Basket Ostuni | 75-64  | 86-79  | 83-81  |        |        |

## Play-out
I play-out prevedono incontri incrociati tra le squadre dei due gironi, classificatesi dal settimo al decimo posto in stagione regolare. Le squadre vincenti 2 incontri su 3 ottengono la salvezza; le perdenti retrocedono in Serie B Dilettanti.
| Squadra 1                 | Totale | Squadra 2                        | Gara 1 | Gara 2 | Gara 3 |
| ------------------------- | ------ | -------------------------------- | ------ | ------ | ------ |
| Bitumcalor Trento         | 0-2    | Benacquista Assicurazioni Latina | 60-74  | 70-72  |        |
| Centro Auto Ford Molfetta | 0-2    | Acegas Aps Trieste               | 52-67  | 66-94  |        |
| Bawer Matera              | 2-0    | Paul Mitchell Pavia              | 77-62  | 83-75  |        |
| SBS Castelletto           | 2-0    | Publisys Potenza                 | 85-65  | 72-57  |        |

## Verdetti
- Campione d'Italia Dilettanti e promossa in Legadue: Centrale del Latte Brescia

Formazione: Massimo Farioli, Stevan Stojkov, Rodolfo Rombaldoni, Franko Bushati, Massimo Rezzano, Alessandro Potì, Lorenzo Gergati, Mario Josè Ghersetti, Nicholas Crow, Marco Maganza, Damiano Brigo, Andrea Saresera, Giacomo Vinati, Marco Sartora. Allenatore: Sandro Dell'Agnello.
- Promossa in Legadue: Shinelco Trapani

Formazione:Francesco Guarino, Giorgio Gentile, Alessandro Picchianti, Marco Evangelisti, Cristian Cappanni, Walter Santarossa, Salvatore Galia, Gianni Cantagalli, Vincenzo Di Vita, Luca Bisconti, Luca Tardito, Marco Mollura, Ariel Svoboda. Allenatore: Giovanni Benedetto.
- Ripescate in Legadue: Assi Basket Ostuni, Pallacanestro Sant'Antimo, Copra Morpho Bakery Piacenza
- Retrocesse in B Dilettanti: Goldengas Senigallia, PentaGruppo Ozzano, Garda Cartiere Riva, Edilcost Osimo, Ircop Rieti, Ambrosia Bisceglie, Moncada Agrigento, Itop Palestrina, Centro Auto Ford Molfetta, Publisys Potenza.
- Al termine della stagione vengono ripescate, nonostante la retrocessione: Bitumcalor Trento, Consum.it Siena, La Fortezza Recanati, Paul Mitchell Pavia.
- Il Cisa Massafra fallisce al termine della stagione, mentre la Ascom Patti decide di ripartire dalla Serie C regionale.